# Iman Vellani
Iman Vellani (Karachi, 3 settembre 2002) è un'attrice canadese.

## Biografia
Nata da immigrati musulmani dal Pakistan, Iman Vellani si è diplomata alla Unionville High School della municipalità regionale di York. Prima di essere scelta come protagonista per la serie televisiva del Marvel Cinematic Universe Ms. Marvel è stata selezionata come membro del TIFF Next Wave Committee al Toronto International Film Festival del 2019.
A dicembre 2020, è stato annunciato che riprenderà il ruolo di Kamala Khan nel film del Marvel Cinematic Universe The Marvels, sequel di Captain Marvel, dove sarà protagonista al fianco di Brie Larson e Teyonah Parris. Nel 2024 doppierà il personaggio di Kamala in Marvel Zombies, serie animata in onda su Disney+. A novembre dello stesso anno è entrata nel cast di Shiver, adattamento dell'omonimo romanzo diretto da Claire McCarthy.

## Filmografia

### Cinema
- The Marvels, regia di Nia DaCosta (2023)

### Televisione
- Ms. Marvel – miniserie TV, 6 puntate (2022)

## Programmi televisivi
- Assembled – docu-serie TV, episodio 11 (2022)

## Doppiatrici italiane
Nelle versioni in italiano delle opere in cui ha recitato, Iman Vellani è stata doppiata da:
- Sara Labidi in Ms. Marvel, The Marvels

## Riconoscimenti
- Saturn Award
  - 2022 – Miglior prova di una giovane attrice in una serie televisiva streaming per Ms. Marvel